# Chaosmagie

De Chaosfeer is het centrale symbool van de chaosmagie

Chaosmagie is een relatief jonge vorm van magie, ontstaan in West Yorkshire, Engeland in de jaren 70 van de 20e eeuw. Beïnvloed door zowel Aleister Crowley als Austin Osman Spare is chaosmagie in de eerste plaats een praktische benadering van het beoefenen van magie. Het centrale maxime luidt dan ook "Als het werkt, gebruik het dan" (If it works, use it). Chaosmagie maakt gebruik van het bereiken van hogere sferen, genoemd "gnosis", en omvat onder andere rituelen als meditatie, dans, het gebruik van psychedelica, pijn of seksuele energie. Chaomagiërs - ook wel Chaoten genoemd - zien hun eigen wereldbeeld als een veranderlijk stuk gereedschap waarmee de werkelijkheid gevormd kan worden. Dit wereldbeeld kan misschien het best omschreven worden als een brij van elementen uit tal van religies, culturen en scholen der magie gecombineerd met eigen creativiteit.
Hoewel er een paar technieken uniek zijn aan chaosmagie (zoals bepaalde methoden voor het vormen van magische zegels), is de Chaos vaak hoogst individualistisch. Sommige chaomagiërs zien hun praktijk als een vorm van paradigma piraterij, aangezien iedere bron inspiratie kan bieden. Sommige gemeenschappelijke bronnen van inspiratie omvatten dergelijke diverse gebieden zoals wetenschapsfictie, wetenschappelijke theorieën, sjamanisme, Oostelijke filosofie, wereldgodsdiensten en individuele proefneming of ervaringen.
Ondanks enorme individuele variatie, werken de chaomagiërs vaak met chaotische en humoristische paradigma's. Wat dat ook maar voor een ieder mag betekenen.

## Geschiedenis

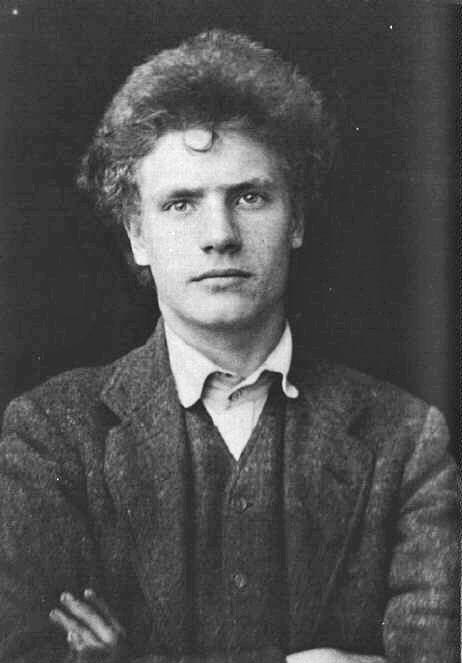
Austin Osman Spare

De kunstenaar en mysticus Austin Osman Spare was kort een lid van Aleister Crowleys Argenteum Astrum maar brak later met hen om onafhankelijk te werken. Veel van zijn theorie en praktijk zou uiteindelijk chaosmagie vormen. Spare ontwikkelde meer bepaald de toepassing van zegels en het gebruik van gnosis om deze zegels van kracht te voorzien. Het meeste basiszegelwerk recapituleert de techniek van Spare, met inbegrip van het maken van een spreuk die de magische bedoeling moet voorstellen, de verwijdering van dubbele letters, en de artistieke nieuwe combinatie van de resterende letters om een zegel te vormen. Hoewel Spare stierf voordat chaosmagie ontstond, beschouwen velen hem als de vader van chaosmagie vanwege zijn verwerping van traditionele magische systemen ten gunste van een techniek die op gnosis wordt gebaseerd.

Het Discordianisme houdt zich ook met Chaos bezig

Na de dood van Spare bleven de magiërs buiten traditionele magische orden experimenteren. Naast het werk van Spare was deze proefneming het resultaat van vele factoren, met inbegrip van de tegencultuur van de jaren 60 en de vroege jaren 70, de brede publicatie van informatie over magie door magiërs zoals Aleister Crowley en Israel Regardie, de invloed van discordianisme en Robert Anton Wilson, en het populariseren van magie door wicca.
Een ontmoeting tussen Peter Carroll en Ray Sherwin in Deptford in 1976 is geëist als geboorte van chaosmagie, en in 1978 richtten Carroll en Sherwin de Illuminaten van Thanateros op, een chaomagische orde. Een directe inspiratiebron voor de geboorte van de chaosmagie vormde het boek SSOTBME: An Essay on Magic (1974) van de filosoof Ramsey Dukes. Het boek Liber Null (
1978) door Peter J. Carroll, ontwikkelde dit nieuwe, experimentele perspectief op magie verder door, nu gekend als chaosmagie. Dit boek en Carrolls Psychonaut (1981) blijven belangrijke bronnen. Nochtans is chaos een van de minst georganiseerde vormen van magie.

## Termen en praktijken binnen de chaosmagie

### Chaos, Chaoïsme en de Chaosfeer
Geïnspireerd op oude scheppingsverhalen, gnosticisme, moderne wiskunde en quantummechanica is het voor een Chaomagiër "duidelijk" dat Chaos álles bevat en dat óók alles Chaos bevat. Net als de Tao is het een optelling van gemanifesteerde tegenpolen. Het is zowel de schepper als de schepping, niet enkel de golf, maar óók het deeltje, goed én kwaad, vrouwelijk én mannelijk, bewust én onbewust, zowel de kip als het ei. Iedere Chaoot krijgt maar een beperkt deel van deze totaliteit mee. Dat wat een mens van Chaos mee krijgt, de patronen die hij of zij erin denkt te zien en de - vervolgens subjectief logische - keuzes die gemaakt worden vormen bij elkaar het Chaoïsme van de persoon.

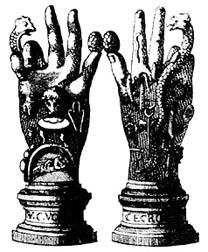
De hand der mysteries

De symbolische representatie van Chaos - en daarmee ook van chaosmagie - is de chaosfeer. Dit symbool staat omschreven in Liber Null als een bol met daaruit acht pijlen die naar de hoekpunten van een kubus wijzen. Daarnaast staat het omschreven als een zogenoemde magische lamp voor de ervaren Chaomagiër welke de astrale paden verlicht.

### Gnosis
Een concept dat door Carroll wordt geïntroduceerd is de gnostische staat, die ook als gnosis wordt aangeduid. Dit wordt gedefinieerd als een speciale staat van bewustzijn die in zijn theorie voor het werken van de meeste vormen van magie noodzakelijk is. Deze praktisch-magische invulling van het woord 'gnosis' verschilt dus van de traditionele betekenis van gnosis als verlossende kennis. Dit is een afzondering van oudere concepten die energieën, geesten of symbolische handelingen als bron van magische bevoegdheden beschreven. Het concept heeft een voorvader in het boeddhistische concept samadhi en in het westelijke occultisme dat populair werd gemaakt door Aleister Crowley en dat verder door Austin Osman Spare werd onderzocht.

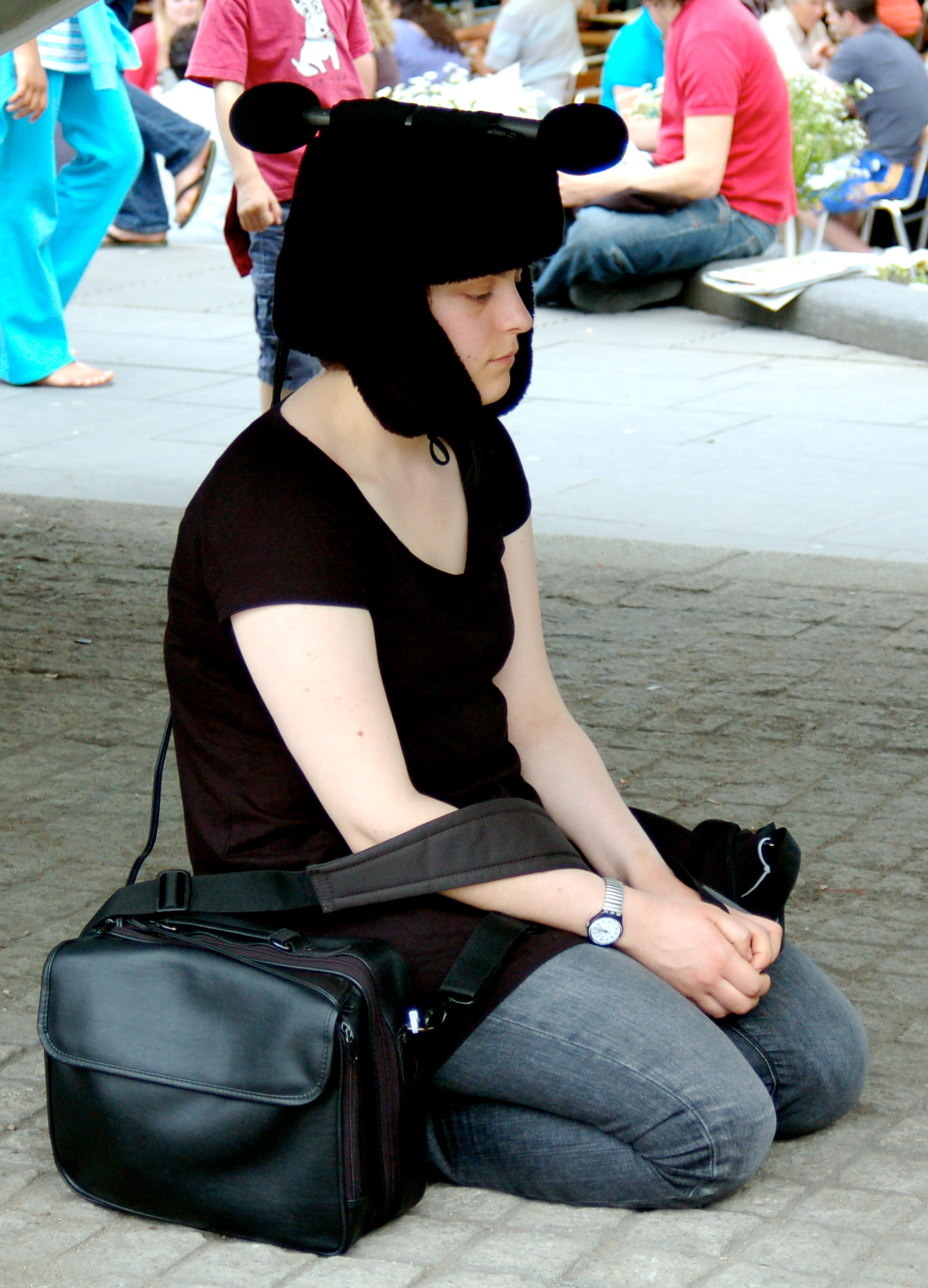
Mediterend vult een vrouw haar muts met toverkracht

De gnosis wordt bereikt wanneer de gedachten van een persoon worden geconcentreerd op slechts één punt, gedachte, of doel en alle andere gedachten verbannen zijn. De magische gebruikers van chaos ontwikkelen elk hun eigen manieren om deze staat te bereiken. Al deze manieren gaan van het geloof uit dat een eenvoudige gedachte, ervaren gedurende de gnosis, en vervolgens meteen daarna weer vergeten, verzonden wordt naar het onbewuste, in plaats van het bewuste, alwaar er kan op worden ingewerkt op een manier die het bewuste niet kan.

### Geloof als hulpmiddel

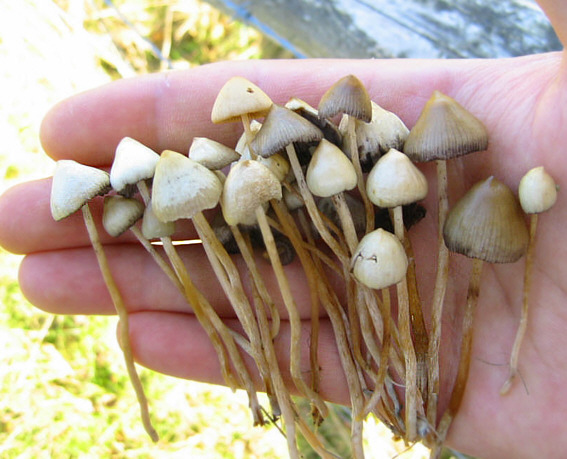
Het Puntig kaalkopje is een magische paddenstoel

De theorie van chaosmagie stelt dat geloof een actieve, sterke magische kracht kan zijn. Het benadrukt de flexibiliteit van het geloof en de mogelijkheid om bewust te kiezen voor een bepaald geloofssysteem, met het idee dit geloof toe te kunnen passen als een instrument in plaats van het te zien als een relatief onveranderlijk deel van iemands persoonlijkheid. Verschillende psychologische technieken worden ingezet om het geloof flexibeler te maken. Andere chaomagiërs zijn minder overtuigd van de noodzaak van "geloof" om magie te kunnen beoefenen. Austin Osman Spare beweert in zijn Boek der Genot en verscheidene andere werken dat de Wil de Behoefte formuleert, waar het Geloof uit ontstaat.